# Alajuela-tó
Az Alajuela-tó (spanyolul: Lago Alajuela) egy mesterségesen felduzzasztott tó Panamában. A Panama-csatorna vízrendszerének részét képezi, de nem része a hajózási útvonalnak.

## Leírás
Az 1931 és 1939 között létrehozott, körülbelül 50 km²-es tó Panama középső részén, Panama és Colón tartományok határán található, közigazgatásilag Chilibre, San Juan és Salamanca községek területén. Vizét a Chagres folyóból duzzasztották fel a tó délnyugati részén felépített Madden-gát segítségével azért, hogy kiegyenlítsék az időjárás váltakozása miatti vízjárásingadozást. A víz innen folyik le a Panama-csatorna azon részébe, ahol a Gatún-tó és a Culebra-átvágás találkozik. Egy 39 MW-os vízerőművet is teleptettek rá. Korábban Madden-tó néven ismerték, illetve előfordul az Alhajuela-tó írásmód is.
952 km²-es vízgyűjtőjének talaja nagy növényborítottságú bazaltos és andezites kőzetekből áll. A Chagres mellett a másik két legfontosabb folyó a Pequení és a Boquerón. Víztérfogata 222 és 765 millió m³ között változik, ezzel együtt pedig területe is: legkisebb és legnagyobb kiterjedése között 13 km² eltérés mutatkozik. Átlagos mélysége 12,7, legnagyobb mélysége 48 méter. A környéken évente 1500–4000 mm hull, a nyugati részeken (főleg északnyugaton) több, keleten kevesebb. Átlagos vízhőmérséklete 27,5 °C, oxigénből 6,35 mg-ot tartalmaz literenként, pH-ja 7,8. Kalciumból 11, nátriumból 9, magnéziumból 4, szilikátból 25, kloridból 6, szulfátból 3 mg/l a vízben oldott mennyiség. A szeles idő 90%-ában a szél északról és északkeletről fúj.
A tavon mintegy 1000 horgász és halász tevékenykedik, akik évente körülbelül 500 tonna halat fognak ki. Őshonos halak a Brycon chagrensis, a Brycon petrosus, a Cyphocharax magdalenae, a Bryconamericus emperador, a Roeboides guatemalensis, a Gephyrocharax atracaudatus, a Piabucina panamensis, az Astyanax ruberrimus, az Astyanax fasciatus és a Hoplias microlepis nevű pontylazacalakú, a Trichomycterus striatum, a Loricaria uracantha, a Chaetostoma fischeri, az Ancistrus chagresi, a Rhamdia guatemalensis és a Rhamdia wagneri nevű harcsaalakú, a Brachyhypopomus occidentalis nevű elektromoskéshal-alakú, a Rivulus montium, a Brachyrhaphis episcopi és a Poecilia gilli nevű fogaspontyalakú, a Aequidens coeruleopunctatus és a Vieja maculicauda nevű bölcsőszájúhal-féle, a Neetroplus panamensis nevű sügéralakú, a Synbranchus marmoratus nevű tüskésangolna-alakú és a Gobiomorus dormitor nevű küllőféle. Betelepített halfajok a nílusi tilápia, a Cichla ocellaris nevű bölcsőszájúhal-féle, a gyümölcsevő piranha, emellett betelepítették még a Pomacea zeteki nevű csigát és a Macrobrachium amazonicum nevű garnélarákot is.

## Képek

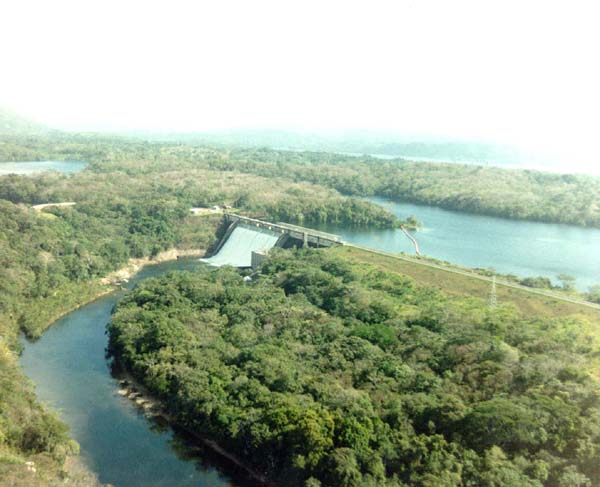
A Madden-gát
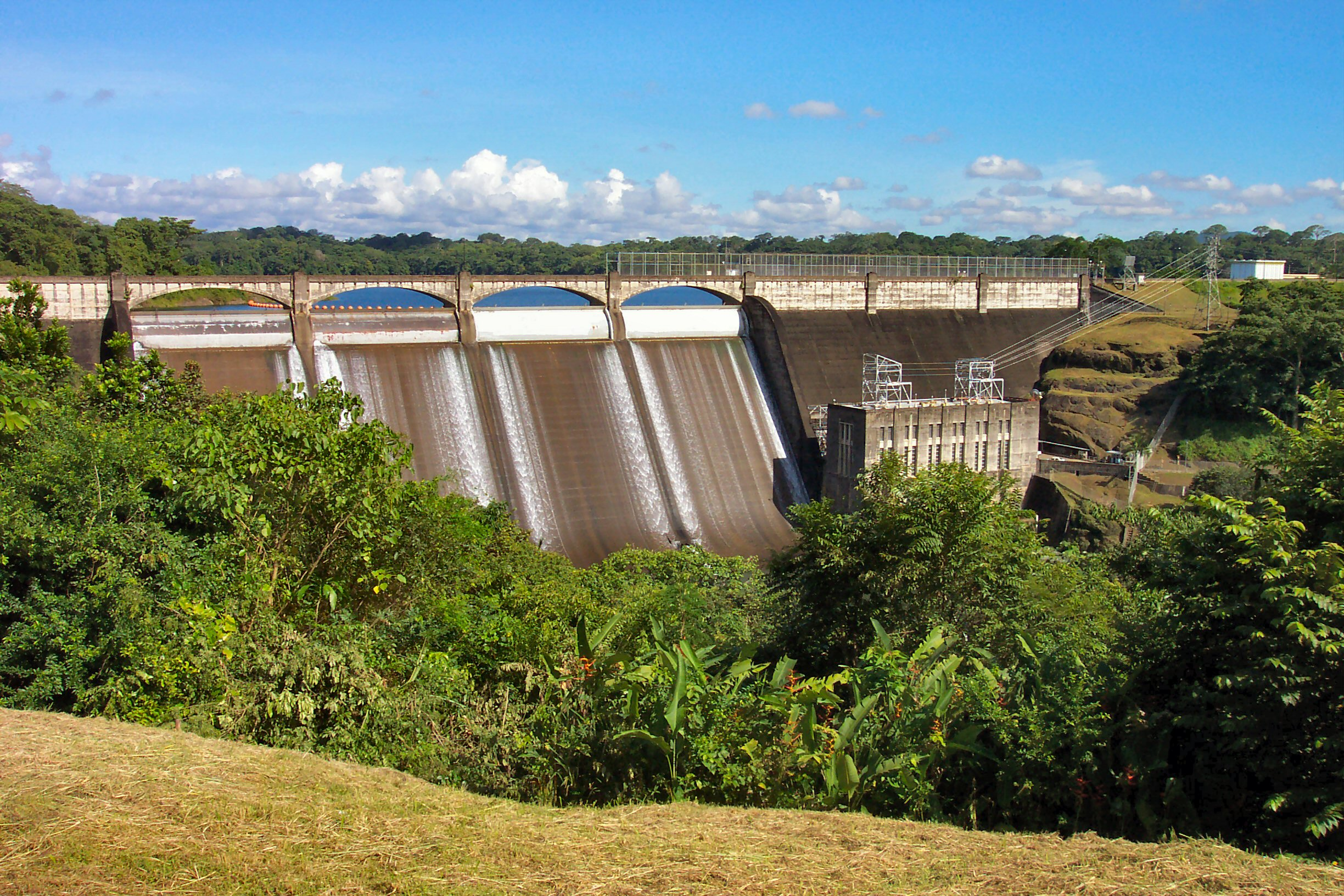
A Madden-gát